# Elistair
 (mai 2019).
Si vous disposez d'ouvrages ou d'articles de référence ou si vous connaissez des sites web de qualité traitant du thème abordé ici, merci de compléter l'article en donnant les références utiles à sa vérifiabilité et en les liant à la section « Notes et références ».
Elistair,, est une entreprise française de dronautique qui conçoit des drones filaires automatisées à autonomie illimitée, pour des missions d'observation aérienne continue pour la sécurité civile et privée, et la défense.

## Historique
L'entreprise est créée en 2014 par Guilhem de Marliave et Timothée Penet, anciens élèves de l'École des hautes études commerciales de Paris (HEC) et de l'Ecole centrale de Lyon.
- 2014 : lauréat du concours de business plan de La Fondation Le Roch-Les Mousquetaires[9].
- 2015 : lancement de la première station filaire pour drone, Safe-T.
- 2016 : lauréat du concours Technology Innovator Award 2016 de Frost & Sullivan (en).
- 2018 : levée de fonds de 2 millions d'euros avec Starquest[10],, lancement du drone filaire ORION UAS.
- 2019 : lancement de la station filaire Ligh-T 4 et couverture du Superbowl à Atlanta avec CNN.
- 2020 : couverture aérienne en direct du premier débat des élections présidentielles américaines le 14 janvier 2020 à Des Moines & lancement de la station filaire Safe-T 2[11][source insuffisante] en juin.

## Produits

### ORION UAS
ORION est un drone filaire fournissant une couverture aérienne continue sur de larges zones. Automatisé et son utilisation sécurisée par de multiples redondances, ORION est optimisé pour des vols de longue durée. Il est alimenté par la station filaire Safe-T et emporte des caméras jour et nuit ou des relais de télécommunications.

### Station filaire SAFE-T
Safe-T est une station filaire intelligente pour drone. Cette technologie, protégée par deux brevets, apporte une autonomie illimitée et une sécurisation accrue aux opérations par drone. Elle permet d’alimenter le drone en énergie, un transfert de données ainsi qu’une communication sécurisée jusqu’à 100 mètres de hauteur. Safe-T est compatible avec une vingtaine de modèles de drones multirotors.

### Station filaire LIGH-T
Ligh-T est une station filaire légère et transportable. Elle est adaptée aux unités d’intervention ayant besoin d’une solution compacte, renforcée, et prête à l'emploi en un clin d’œil. Étant compatible avec des drones plus légers et consommant moins d’énergie, Ligh-T permet de voler jusqu’à 70 mètres de hauteur.

## Application
Les solutions filaires d’Elistair sont destinées aux secteurs de la sécurité privée, de la sécurité civile et de la défense, pour des missions d'aide à la protection de personnes et de sites (événements, sites sensibles, frontières). Les données aériennes continues fournies en direct permettent aux décisionnaires de prendre de meilleures décisions et ce plus rapidement.
ORION, Safe-T et Ligh-T sont déployés notamment par la DGA (Direction Générale de l’Armement), l’armée britannique, les polices de New-York et Singapour, Thalès, Total, et ont été utilisés par CNN pour une diffusion en direct de la 53e édition du Super Bowl en février 2019, pour la surveillance de la Ryder Cup 2018, des 24h du Mans version moto, sur le meeting aérien de la Ferté-Alais, ou encore de larges concerts comme celui d’Orelsan à Bordeaux en novembre 2018,.